# Nefat ‘Akko
Nefat ‘Akko är ett subdistrikt i Israel.   Det ligger i distriktet Norra distriktet, i den norra delen av landet.